# 馬圖薩多納國家公園
馬圖薩多納國家公園（英語：Matusadona National Park）是非洲南部國家津巴布韋的國家公園，位於該國北部，佔地1,370平方公里，野生動物包括鱷魚、火烈鳥、非洲象、長頸鹿、黑犀牛、羚羊、鶚等。
16°50′S 28°35′E / 16.833°S 28.583°E